# Escine
Ne doit pas être confondu avec esculine ou esculétine.
L’escine ou aescine est un mélange de saponines ayant des effets anti-inflammatoires et vasoconstricteurs. L’aescine est le principal composé actif, responsable des propriétés médicinales du fruit du marronnier d'Inde, Aesculus hippocastanum.
| Aescine | Structure | R1 | R2 | R3     | Pourcentage dans la β-aescine |
| ------- | --------- | -- | -- | ------ | ----------------------------- |
| Ia      |           |    | OH |        | 24 %                          |
| Ib      |           | OH |    | 17 %   |                               |
| IIa     |           | OH |    | 13,5 % |                               |
| IIb     |           | OH |    | 6 %    |                               |
| IIIa    |           | H  |    | 1,5 %  |                               |

## Toxicité
La plupart des ingestions n'ont pas ou peu d'effets. Les saponines sont difficilement absorbées. Mais avec de grandes quantités, des effets tels que les nausées, vomissements, crampes abdominales, diarrhées, peuvent apparaître. La sensibilisation allergique au marronnier d'Inde est fréquente et peut causer de graves réactions allergiques.